# Bernard de La Tour d'Auvergne (député)
Joseph Denis Édouard Bernard de La Tour d'Auvergne,  né le 19 mars 1767 à Auzeville (Languedoc) et décédé le 10 mai 1841 à Castelnaudary (Aude), est un homme politique français.

## Biographie
Maréchal de camp, Bernard de La Tour d'Auvergne est député des Pyrénées-Orientales de 1815 à 1816, siégeant dans la majorité de la Chambre introuvable.